# Горски гущер
Горският гущер (Darevskia praticola) е вид гущер, срещащ се на Балканите и в района на Кавказ. На Балканския полуостров и в Северозападен Кавказ е разпространен подвида L. p. pontica, а в останалата част от ареала - L. p. praticola. В България се среща в изолирани находища около Видин, Белоградчик, Трън, Червен бряг, Костенец, както и в Североизточна България и Странджа.
Горският гущер предпочита да живее в дъбови гори, в които има поляни с рядка трева и опадали листа. В България се среща до надморска височина 600 m. Достига до 15 cm. дължина. Храни се главно с дребни насекоми. През юни снася 2-6 овални яйца с размер около 11 mm, а малките се излюпват около 55 дни по-късно.